# Paride ed Elena
Paride ed Elena è un'opera lirica di Christoph Willibald Gluck su libretto di Ranieri de' Calzabigi rappresentata per la prima volta come Parid und Helena al Burgtheater di Vienna, il 3 novembre 1770. L'opera era dedicata al duca portoghese Giovanni di Braganza. È la terza opera della riforma gluckiana dopo Orfeo ed Euridice e Alceste.

## Personaggi ed interpreti
| personaggi   | tipologia vocale      | interpreti            |
| ------------ | --------------------- | --------------------- |
| Paride       | soprano castrato      | Giuseppe Millico      |
| Elena        | soprano               | Katherina Schindler   |
| Amore/Erasto | soprano (in travesti) | Teresa Kurz           |
| Pallade      | soprano               | Gabriella Tagliaferri |
| Un troiano   | soprano               |                       |

## Genesi e temi dell'opera
È il terzo ed ultimo frutto della collaborazione di Gluck e Ranieri de' Calzabigi e presenta caratteristiche del tutto dissimili dai due precedenti lavori. In Orfeo ed Euridice ed Alceste i caratteri sia dei personaggi che dei valori proposti sono spiccatamente marcati, forti; qui invece questa caratterizzazione forte manca. In tutte e tre le opere si parla di unioni amorose, ma nelle prime due è la fedeltà coniugale il fulcro della vicenda, mentre nell'ultima è l'amore inteso come Eros nella sua massima esaltazione, contrapposto all’Agape, quest'ultimo descritto, in parole povere, come "amore disinteressato". Avviene dunque uno spostamento dal tema simbolico al tema umano, forse anche qui con un germe del romanticismo, ma prematuro e appena abbozzato.
Calzabigi aveva una particolare predilezione per il poeta Ovidio e da questo, e dalla famosa Ars amatoria, aveva ricevuto molta influenza per quest'opera. Nel dettaglio vi era una serie di elegie che egli era convinto fossero opera autentica del poeta, ma sono quasi certamente frutto di altre mani, magari ad esso vicine: si trattava di composizioni che narravano degli scambi epistolari tra Paride ed Elena (infatti uno scambio epistolare avviene anche nel dramma). Inoltre è il personaggio di Paride a risentire più di tutto il resto di questa influenza latina: egli è gaudente e languido, mentre Elena si mostra in termini del tutto opposti, molto più robustamente fiera e portatrice di una stretta moralità dell'epoca romana. Ad un confronto con i caratteri descritti da Omero, questa contrapposizione non si riscontra affatto.

## La prefazione di Gluck
Ciò viene espresso chiaramente nella prefazione dell'opera, firmata da Gluck (anche se sappiamo che è in realtà Calzabigi a parlare, come per Alceste).
Ho l’onore d’essere col più profondo rispetto di Vostra Altezza, Umilissimo Devotissimo Obbligatissimo Servitore, Il Cavaliere Christofano Gluck.
Vienna, 30 ottobre 1770.»

### Commento
Dalle parole dell'autore scopriamo indizi interessanti sulla realizzazione dell'opera. In questa prefazione vi è un riscontro immediato di quella ricerca del “bello” e del “vero” che propugnavano i due autori, espressa a chiare parole: 

Viene poi sottolineata la funzione della musica, che dev'essere controllata dal compositore con grande abilità, a rischio di far continuare la pessima pratica musicale che si cercava di superare. D'altra parte, l'attenzione del musicista per gli arrangiamenti e le sottolineature del testo potevano potenziare davvero la percezione del dramma: 

Infine troviamo una vera e propria ammissione per quanto riguarda la collocazione, in relazione alle precedenti, di quest'opera, la quale 

Addirittura vi è una presa di coscienza quasi premonitrice sugli scarsi risultati e sviluppi di quest'ultimo lavoro: 
Non si riscontrano, quasi per nulla, particolari colorature, ma piuttosto una certa rigorosità benché vi sia una novità, rispetto al passato, che è da notare: l'abolizione dei forme chiuse, il che denota invece una maggiore flessibilità di struttura. L'ouverture anticipa l'atmosfera del dramma, com'è auspicato nella prefazione dell'Alceste, ma impiega anche musica che verrà sentita nel corso dell'opera. Per quanto riguarda i contenuti vi è implicitamente la rappresentazione della bipolarità tra Europa e Asia: la rude barbarie spartana, descritta dalla fermezza del canto di Elena, si contrappone alla bellezza e dolcezza asiatiche, rappresentata dal canto armonioso di Paride.

## Trama dell'opera
Il taglio è in cinque atti – il che può sicuramente già indicare parte dell'indirizzamento al periodo francese di Gluck – e la vicenda si mostra esile e priva di avvenimenti di rilievo: Paride giunge nel Peloponneso per ottenere, come promesso dalla dea Venere, i favori amorosi della bella Elena, regina di Sparta.
Da notare che nel dramma Elena è promessa sposa di Menelao e non già moglie: questo accorgimento venne adottato prudentemente dagli autori per non incorrere nella censura dell'imperatrice Maria Teresa che non avrebbe tollerato un'offesa al pubblico pudore tramite l'esaltazione di una storia adulterina.
Accompagna il racconto, quasi da narratore esterno, il dio Amore, sotto lo pseudonimo di Erasto, che fa da intermediario e accende la scintilla tra i due giovani.
In sostanza il dramma narra del corteggiamento di Paride verso Elena, il primo rifiuto di questa e il successivo abbandono alla passione, grazie all'azione di Amore, e l'intervento finale di Pallade – la dea Atena – che preannuncia la guerra e l'incendio di Troia. Oltre a questo l'opera è condita da alcuni balli e interventi del coro: fra questi il balletto nel primo atto che mostra lo sbarco dei troiani e una danza, nel terzo atto, definita nella partitura “Aria per i atleti”, nella quale Elena organizza a palazzo una dimostrazione degli esercizi ginnici degli atleti greci e prega Paride di premiare i migliori. Nella parte che tratta del corteggiamento vi si riscontrano evidenti elementi comici, segno che quel genere stava insinuandosi sempre di più nelle voluttà artistiche degli autori drammatici di quegli anni.
Occorre rilevare che i personaggi sono tutti interpretati da voci bianche, soprani: nella prima rappresentazione, in particolare, troviamo Katharine Schindler nella parte di Elena, il castrato Giuseppe Millico in quella di Paride e, per i ruoli minori vi erano Teresa Kurz, moglie del comico viennese Kurz-Bernardon, nella parte di Amore-Erasto e Gabriella Tagliaferri in quella di Pallade. Jean-Georges Noverre era il coreografo e Alessio Contini lo scenografo.

## Discografia
- 2005 - Paul McCreesh, Gabrieli Consort and Players - Magdalena Kožená (Paride), Susan Gritton (Elena), Carolyn Sampson (Amore), Gillian Webster (Pallade/Un Trojano) - Deutsche Grammophon Archiv.